# Ústín
Ústín település Csehországban, a Olomouci járásban. Ústín Olomouc, Křelov-Břuchotín, Těšetice, Luběnice és Hněvotín településekkel határos. Lakosainak száma 436 fő (2024. január 1.).

## Népesség
A település lakosságának változását az alábbi diagram mutatja:
| Lakosok száma | 429  | 524  | 463  | 383  | 381  | 350  | 443  | 432  | 422  | 436  |
|               | 1869 | 1890 | 1921 | 1950 | 1980 | 2001 | 2017 | 2019 | 2022 | 2024 |